# Clemente Argenvilliers
Clemente Argenvilliers (Roma, 30 dicembre 1687 – Roma, 23 dicembre 1758) è stato un cardinale italiano.

## Biografia
Nacque il 30 dicembre 1687 a Roma, proveniente da una modesta famiglia di origine francese.
Avvocato concistoriale, fu elevato al rango di cardinale nel concistoro del 26 novembre 1743 da papa Benedetto XIV. Dal 1744 fu rettore dell'università di Roma.
Partecipò al conclave del 1758 che elesse Clemente XIII.
Morì il 23 dicembre 1758, una settimana prima di compiere settantuno anni.